# Nicolas Mignard

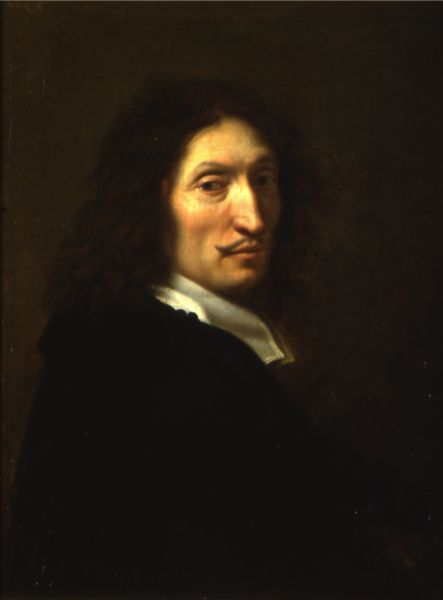
Selbstporträt, Musée Calvet, Avignon

Nicolas Mignard (getauft am 7. Februar 1606 in Troyes; † 20. Mai 1668 in Paris) war ein französischer Barockmaler und Graveur. Er war der ältere Bruder von Pierre Mignard.

## Leben und Werk
Nicolas Mignard wurde in Troyes in der Champagne geboren, erlernte dort bei einem unbekannten Meister das Malerhandwerk und studierte die Werke der Schule von Fontainebleau. 1635 begleitete er den Erzbischof von Lyon nach Rom und hielt sich dort zwei Jahre auf. In dieser Zeit kopierte er Werke von Annibale Carracci und Francesco Albani, und verfertigte zahlreiche Radierungen. 

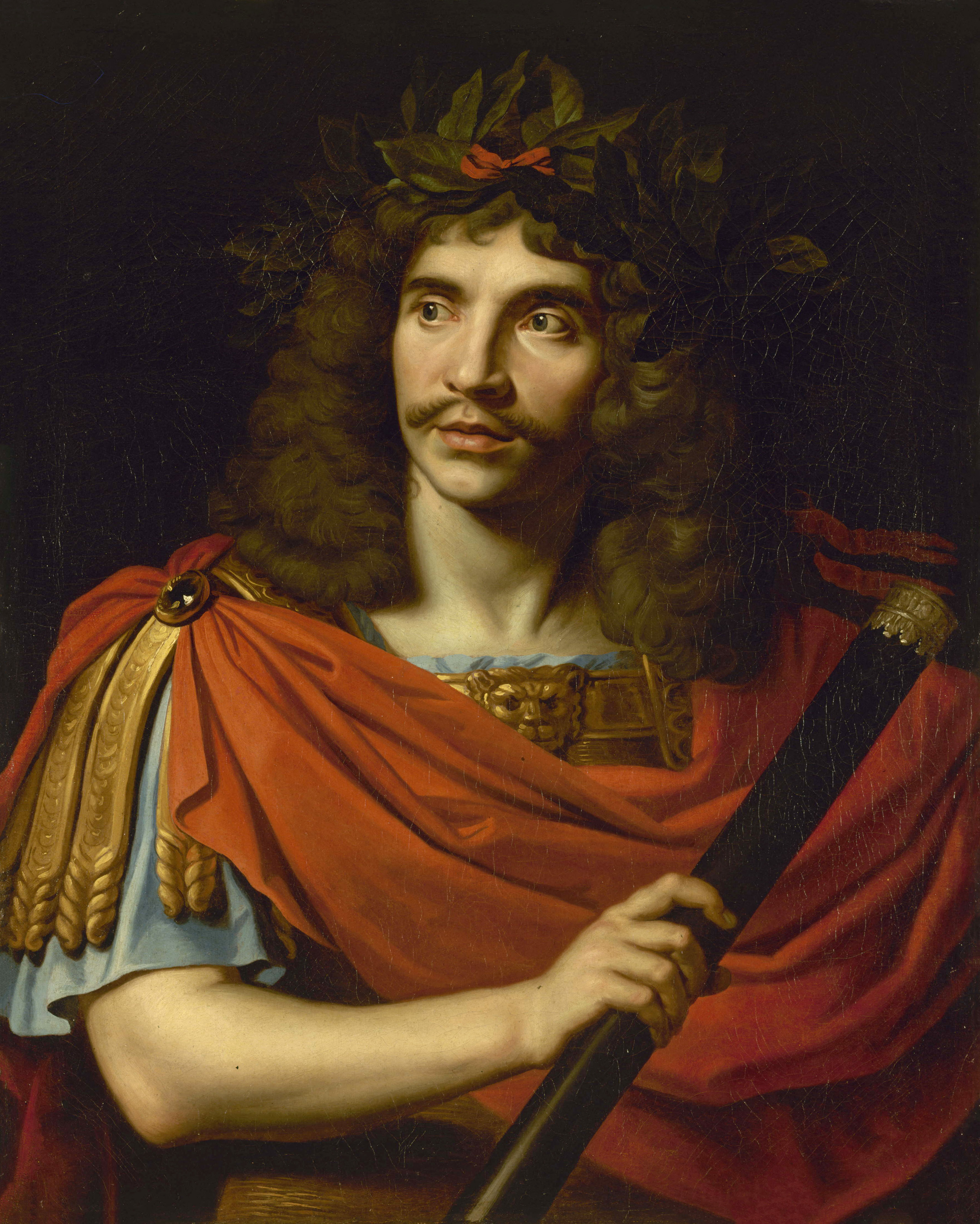
Molière in der Rolle des „Julius Caesar“, 1656, Musée Carnavalet

Bei seiner Rückkehr nach Frankreich ließ er sich in Avignon nieder, heiratete und war als Altarmaler tätig. 1660 berief ihn Mazarin nach Paris, wo er im Auftrag von Ludwig XIV. einige Räume im Erdgeschoss des Palais des Tuileries ausschmückte. 1663 wurde er in die königliche Akademie aufgenommen und amtierte dort schließlich als Rektor.
Er war stark von Nicolas Poussin beeinflusst und stand lange Zeit im Schatten seines Bruders Pierre, wird aber heute wieder mehr geschätzt.
Von ihm sind zahlreiche Porträts von Zeitgenossen überliefert, darunter von Ludwig XIV., Simon Vouet und Molière.